# Числа Ейлера I роду
В комбінаториці числом Ейлера I роду із {\displaystyle n} по {\displaystyle k}, що позначається {\displaystyle \left\langle {n \atop k}\right\rangle } чи {\displaystyle E(n,k)}, називається кількість перестановок порядку {\displaystyle n} з {\displaystyle k}, тобто таких перестановок {\displaystyle \pi =(\pi _{1},\pi _{2},\dots ,\pi _{n})}, що існує рівно {\displaystyle k} індексів {\displaystyle j}, для яких {\displaystyle \pi _{j}<\pi _{j+1}}.
Числа Ейлера I роду мають також геометричну і імовірнісну інтерпретацію: число {\displaystyle {\frac {1}{n!}}\left\langle {n \atop k}\right\rangle } виражає {\displaystyle n}-мірний об'єм частини {\displaystyle n}-мірного гіперкуба, обмеженого {\displaystyle (n-1)}-мірними гіперплощинами {\displaystyle x_{1}+x_{2}+\dots +x_{n}=k} і {\displaystyle x_{1}+x_{2}+\dots +x_{n}=k-1}; воно виражає імовірність того, що сума n незалежних змінних з рівномірним розподілом на відрізку {\displaystyle [0,1]} лежить між {\displaystyle k-1} {\displaystyle k}.

## Приклад
Перестановки {\displaystyle \pi } четвертого порядку, повинні задовільняти одній із двох нерівностей: {\displaystyle \pi _{1}<\pi _{2}<\pi _{3}>\pi _{4}} чи {\displaystyle \pi _{1}>\pi _{2}<\pi _{3}<\pi _{4}}. Таких перестановок рівно 11 штук:
1324 1423 2314 2413 3412 1243 1342 2341 2134 3124 4123
Тому {\displaystyle \left\langle {4 \atop 2}\right\rangle =11}.

## Властивості
Для заданого натурального числа {\displaystyle n} існує єдина перестановка тобто {\displaystyle (n,n-1,n-2,\dots ,1)}. Також існує єдина перестановка, яка має {\displaystyle n-1} тобто  {\displaystyle (1,2,3,\dots ,n-1)}. Таким чином, 
{\displaystyle \left\langle {n \atop 0}\right\rangle =\left\langle {n \atop n-1}\right\rangle =1} для всіх натуральних {\displaystyle n}.
Дзеркальним відображенням перестановки з {\displaystyle m} є перестановка з {\displaystyle n-m-1}. Таким чином, 
{\displaystyle \left\langle {n \atop m}\right\rangle =\left\langle {n \atop n-m-1}\right\rangle .}

### Трикутник чисел Ейлера першого роду
Значення чисел Ейлера {\displaystyle \left\langle {n \atop k}\right\rangle } для малих значень {\displaystyle n} і {\displaystyle k} наведені в наступній таблиці (послідовність A008292 з Онлайн енциклопедії послідовностей цілих чисел, OEIS):
| n/k | 0 | 1   | 2     | 3     | 4      | 5     | 6     | 7   | 8 | 9 |
| 0   | 1 |     |       |       |        |       |       |     |   |   |
| 1   | 1 | 0   |       |       |        |       |       |     |   |   |
| 2   | 1 | 1   | 0     |       |        |       |       |     |   |   |
| 3   | 1 | 4   | 1     | 0     |        |       |       |     |   |   |
| 4   | 1 | 11  | 11    | 1     | 0      |       |       |     |   |   |
| 5   | 1 | 26  | 66    | 26    | 1      | 0     |       |     |   |   |
| 6   | 1 | 57  | 302   | 302   | 57     | 1     | 0     |     |   |   |
| 7   | 1 | 120 | 1191  | 2416  | 1191   | 120   | 1     | 0   |   |   |
| 8   | 1 | 247 | 4293  | 15619 | 15619  | 4293  | 247   | 1   | 0 |   |
| 9   | 1 | 502 | 14608 | 88234 | 156190 | 88234 | 14608 | 502 | 1 | 0 |

Легко зрозуміти, що значення на головній діагоналі матриці задаються формулою: {\displaystyle \left\langle {n \atop n}\right\rangle =[n=0].}
Трикутник Ейлера, як і трикутник Паскаля, симетричний зліва і справа. Але в цьому випадку закон симетрії відмінний:
{\displaystyle \left\langle {n \atop k}\right\rangle =\left\langle {n \atop n-1-k}\right\rangle }
при {\displaystyle n>0}. Тобто перестановка має {\displaystyle n-1-k} тоді і тільки тоді, коли її «відображення» має {\displaystyle k}.

### Рекурентна формула
Кожна перестановка {\displaystyle \rho =\rho _{1}\dots \rho _{n-1}} із набору {\displaystyle \{1,2,3,n-1\}} приводить до {\displaystyle n} перестановок вигляду{\displaystyle \{1,2,3,n\}}, якщо ми вставляємо новий елемент n всіма можливими способами. Вставляючи {\displaystyle n} в {\displaystyle j}-ту позицію, отримуємо перестановку {\displaystyle \pi =\rho _{1}\dots \rho _{j-1}n\rho _{j}\dots \rho _{n-1}}. Кількість підйомів в {\displaystyle \rho } дорівнює кількості підйомів в {\displaystyle \rho }, якщо {\displaystyle j=1} чи, якщо {\displaystyle \pi _{j-1}<\pi _{j}}; і воно більше кількості підйомів в {\displaystyle \rho }, якщо {\displaystyle j=n} чи, якщо {\displaystyle \rho _{j-1}>\rho _{j}}. Тому, {\displaystyle \pi } в сумі має
{\displaystyle (k+1)\left\langle {n-1 \atop k}\right\rangle }
способів побудови перестановок із {\displaystyle \rho }, які мають {\displaystyle k} підйомів, плюс
{\displaystyle ((n-2)-(k-1)+1)\left\langle {n-1 \atop k-1}\right\rangle }
способів побудови перестановок із {\displaystyle \rho }, які мають {\displaystyle k-1} підйомів. Тоді рекурентна формула для цілих {\displaystyle n>0} має вигляд:
{\displaystyle \left\langle {n \atop k}\right\rangle =(k+1)\left\langle {n-1 \atop k}\right\rangle +(n-k)\left\langle {n-1 \atop k-1}\right\rangle .}
Покладемо також, що
{\displaystyle \left\langle {0 \atop k}\right\rangle =[k=0]}
(для цілих {\displaystyle k}), і припустимо, що при {\displaystyle k<0}.

### Зв'язок з біноміальними коефіцієнтами і степеневими формулами
Зв'язок між звичайними степенями та узагальненими біноміальними коефіцієнтами:
{\displaystyle x^{n}=\sum _{k}\left\langle {n \atop k}\right\rangle {x+k \choose n}}
для цілих {\displaystyle n\geq 0}.
{\displaystyle x^{2}={x \choose 2}+{x+1 \choose 2}}
{\displaystyle x^{3}={x \choose 3}+4{x+1 \choose 3}+{x+2 \choose 3}}
{\displaystyle x^{4}={x \choose 4}+11{x+1 \choose 4}+11{x+2 \choose 4}+{x+3 \choose 4}}
і т. д. Ці тотожності легко доводяться методом математичної індукції.
Варто зазначити, що ця формула представляє ще один спосіб знаходження суми перших {\displaystyle n} квадратів:
{\displaystyle \sum _{k=1}^{n}k^{2}=\sum _{k=1}^{n}\left\langle {2 \atop 0}\right\rangle {k \choose 2}+\left\langle {2 \atop 1}\right\rangle {k+1 \choose 2}=\sum _{k=1}^{n}{k \choose 2}+{k+1 \choose 2}=}
{\displaystyle =\left({1 \choose 2}+{2 \choose 2}+\dots +{n \choose 2}\right)+\left({2 \choose 2}+{3 \choose 2}+\dots +{n+1 \choose 2}\right)=}
{\displaystyle ={n+1 \choose 3}+{n+2 \choose 3}={\frac {n(n+1)(2n+1)}{6}}.}

### Явні формули для чисел Ейлера
Оскільки рекурентність для чисел Ейлера достатньо складна, вони задовільняють лише небагатьом властивостям:
{\displaystyle \left\langle {n \atop m}\right\rangle =\sum _{k=0}^{m}{n+1 \choose k}(m+1-k)^{n}(-1)^{k}}
{\displaystyle m!\left\{{n \atop m}\right\}=\sum _{k}\left\langle {n \atop k}\right\rangle {k \choose n-m}}
домножуючи першу тотожність на {\displaystyle z^{n-m}} і сумуючи по {\displaystyle m}, отримуємо:
{\displaystyle \sum _{m}\left\{{n \atop m}\right\}m!z^{n-m}=\sum _{k}\left\langle {n \atop k}\right\rangle (z+1)^{k}.}
Заміняючи {\displaystyle z} на {\displaystyle z+1} і прирівнюючи коефіцієнти при {\displaystyle z^{k}}, отримуємо другу тотожність. Таким чином, ці дві тотожності еквівалентні. Перша тотожність застосовується при малих значеннях {\displaystyle m}:
{\displaystyle \left\{{n \atop 0}\right\}=1;}
{\displaystyle \left\{{n \atop 1}\right\}=2^{n}-n-1;}
{\displaystyle \left\{{n \atop 2}\right\}=3^{n}-(n+1)2^{n}+{n+1 \choose 2}.}

### Сумування чисел Ейлера I роду
Із комбінаторного визначення очевидно, що сума чисел Ейлера I роду, розміщених в n-му рядку дорівнює {\displaystyle n!}, оскільки вона дорівнює кількості всіх перестановок порядку {\displaystyle n}:
{\displaystyle \sum _{m=0}^{n}\left\langle {n \atop m}\right\rangle =n!}
Знакозмінні суми чисел Ейлера I роду при фіксованому значенні n зв'язані з числами Бернуллі {\displaystyle B_{n+1}}:
{\displaystyle \sum _{m=0}^{n}(-1)^{m}\left\langle {n \atop m}\right\rangle ={\frac {2^{n+1}(2^{n+1}-1)B_{n+1}}{n+1}},}
{\displaystyle \sum _{m=0}^{n}(-1)^{m}\left\langle {n \atop m}\right\rangle {n \choose m}^{-1}=(n+1)B_{n},}
{\displaystyle \sum _{m=0}^{n}(-1)^{m}\left\langle {n \atop m}\right\rangle {n-1 \choose m}^{-1}=0.}
Також справедливі такі тотожності:
{\displaystyle \sum _{k=0}^{n}2^{k}\left\langle {n \atop k}\right\rangle =\sum _{k=1}^{\infty }{\frac {k^{n}}{2^{k}}}=\sum _{k=1}^{n}k!\left\{{n \atop k}\right\}}
{\displaystyle \sum _{k=0}^{n}3^{k}\left\langle {n \atop k}\right\rangle =2^{n+1}\sum _{k=1}^{\infty }{\frac {k^{n}}{3^{k}}}}

### Генератриса і тотожність Ворпицького
Генератриса чисел Ейлера I роду має вигляд:
{\displaystyle {\frac {1-w}{e^{(w-1)z}-w}}=\sum _{m,n\geq 0}\left\langle {n \atop m}\right\rangle w^{m}{\frac {z^{n}}{n!}}}
Числа Ейлера I роду зв'язані також з генератрисою послідовності {\displaystyle n}-х степенів:
{\displaystyle \sum _{k=1}^{\infty }k^{n}x^{k}={\frac {\sum _{m=0}^{n-1}\left\langle {n \atop m}\right\rangle x^{m+1}}{(1-x)^{n+1}}}.}
Крім того, Z-перетворення із
{\displaystyle \left\{n^{k}\right\}_{k=1}^{N}}
є генератором перших N рядків трикутник чисел Ейлера, коли знаменник {\displaystyle n}-й елемента перетворення скорочується множенням на {\displaystyle (z-1)^{j+1}}:
{\displaystyle Z\left[\{n^{k}\}_{k=1}^{3}=\left\{{\frac {z}{(z-1)^{2}}},{\frac {z+z^{2}}{(z-1)^{3}}},{\frac {z+4z^{2}+z^{3}}{(z-1)^{4}}}\right\}\right]}
Тотожність Ворпицького виражає {\displaystyle x^{n}} як суму узагальнених біноміальних коефіцієнтів:
{\displaystyle x^{n}=\sum _{m=0}^{n-1}\left\langle {n \atop m}\right\rangle {x+m \choose n}.}

## Програми наPARI/GPдля обчислення чисел Ейлера
\\ рекурентна формула{ E(n, k) =                 
if(k<1|k>n, 0, 
if(n==1, 1, k*E(n-1,k) + (n-k+1)*E(n-1,k-1) )
)
}
\\ явна формула
{ E(n, k) = sum(j=0, k, (-1)^j * (k-j)^n * binomial(n+1,j) ) }